# Блуйзоне Фрисланд Тур
Блуйзоне Фрисланд Тур (нидерл. Bloeizone Fryslân Tour) — шоссейная многодневная велогонка, проходящая по территории Нидерландов с 2011 года.

## История

Логотип гонки с 2011 по 2016 год

Логотип гонки с 2017 по 2021 год

Гонка была создана в 2011 году под названием Energiewacht Tour 
в честь титульного спонсора Energy Watch Group, заменив собою однодневку Омлоп дор Миддаг-Хюмстерланд, и сразу вошла в Женский мировой шоссейный календарь UCI.
С 2017 года титульным спонсором вместо Energiewacht стала компания Healthy Ageing Network Northern Netherlands, а гонка сменила своё название на Healthy Ageing Tour.
В 2020 году гонка была отменена из-за пандемии COVID-19. А в 2021 году по той же причине прошла в закрытом формате без зрителей.
В 2022 году гонка сменила своё название на Bloeizone Fryslân Tour. Спонсором гонки в том же году была компания EasyToys, а сама гонка подверглась критике из-за проблем с безопасностью.
Маршрут гонки проходит на севере Нидерландов. Изначально он был полностью проложен в провинции Гронинген. С 2014 года также стал проходить в провинции Дренте. В 2016, 2017 и 2019 году один из этапов проводился на немецком острове Боркум (Восточно-Фризские острова). С 2018 стал также проводиться в провинции Фрисландия, а в 2022 году полностью прошла во Фрисландии. Продолжительность гонки составляет пять дней в один из которых проходят два полуэтапа. Обычно один этап и один полуэтап проводятся в формате индивидуальной и командной гонки. В 2021 и 2022 году продолжительность была сокращёна до трёх полноценных этапов с сохранением индивидуальной гонки.
По состоянию на начало 2023 года рекордсменкой является нидерландка Эллен Ван Дейк, одержавшая пять побед.

## Призёры
| Год  | Победитель          | Второй               | Третий                 |          |
| ---- | ------------------- | -------------------- | ---------------------- | -------- |
| 2011 | Адри Виссер         | Лус Гюнневейк        | Марианна Вос           |          |
| 2012 | Ина-Йоко Тойтенберг | Эллен Ван Дейк       | Марианна Вос           |          |
| 2013 | Эллен Ван Дейк      | Лус Гюнневейк        | Кирстен Вилд           |          |
| 2014 | Люсинда Бранд       | Вера Коедодер        | Трикси Воррак          |          |
| 2015 | Лиза Бреннауэр      | Трикси Воррак        | Кристине Маерус        |          |
| 2016 | Эллен Ван Дейк      | Аннемик ван Влётен   | Лиза Бреннауэр         |          |
| 2017 | Эллен Ван Дейк      | Анна Ван дер Брегген | Лиза Бреннауэр         |          |
| 2018 | Эми Питерс          | Хантал Блак          | Кристине Маерус        |          |
| 2019 | Лиза Кляйн          | Эллен Ван Дейк       | Кирстен Вилд           |          |
| 2020 | отменено            | отменено             | отменено               | отменено |
| 2021 | Эллен Ван Дейк      | Лиза Бреннауэр       | Эмма Норсгор-Йёргенсен |          |
| 2022 | Эллен Ван Дейк      | Риянне Маркус        | Марлен Рёссер          |          |